# Susanna Bonfiglio
Susanna Bonfiglio (Savona, 8 settembre 1974) è un'ex cestista italiana.
Playmaker-guardia di 177 cm, ha giocato come professionista in WNBA con le Phoenix Mercury e in Serie A1 italiana con Priolo e Schio.
Ha anche vestito la maglia della Nazionale, con cui ha vinto l'oro alle Universiadi 1995 e l'argento all'Europeo 1995.

## Caratteristiche tecniche
(Elena Fabbri, 12 novembre 2008)
Playmaker e guardia tiratrice di grande talento ma limitata dagli infortuni, è stata definita come una persona semplice, determinata e coraggiosa.

## Carriera

### Nei club
Susanna Bonfiglio ha iniziato a giocare a pallacanestro nella Cestistica Savonese quando aveva sette anni, nel 1981. Un anno con l'Auxilium Genova nella stagione 1988-89 allenata già da Savona da Enzo Franceri e giunge quindi in Sicilia, a Priolo.
Nel 1990-91 è andata in prestito alla Filodoro Catania, società satellite della Trogylos. La formazione allenata da Gabriella Di Piazza (una squadra di sedici-diciottenni che devono fare esperienza e i cui elementi più rappresentativi sono proprio Bonfiglio e Giovanna Granieri) militava in Serie A2 e a fine stagione è retrocessa vincendo appena due partite. Contemporaneamente, lo stesso gruppo ha vinto il titolo di vice-campione d'Italia juniores.
Dal 1991 in poi è a Priolo. Ha vinto nel 1995 il Premio Reverberi, nel 1995-96 e nel 2001-02 è stata la miglior marcatrice italiana di Serie A1 e nel 1998 è stata scelta dalla Gazzetta dello Sport quale miglior giocatrice italiana. Ha vinto uno scudetto nel 1999-2000. Nel 2000 è stata nominata MVP del Campionato italiano femminile di pallacanestro. Ha partecipato a due All-Star Game, nel 1995 e nel 2001.
Ha giocato nella WNBA nel 2002 con le Phoenix Mercury. Nel 2003-04 ha giocato con la Famila Schio, insieme al suo allenatore Santino Coppa, e con le venete ha vinto una Coppa Italia. Dal 2004 milita con l'Acer Priolo.
La sua carriera è stata costellata da vari infortuni al ginocchio sinistro, a causa dei quali si è dovuta sottoporre a sette interventi chirurgici; a causa dell'usura alla troclea del femore, le è stata impiantata una protesi. Un grave infortunio ha quasi pregiudicato la sua carriera, ma è tornata in campo nella stagione 2008-09. È stata operata nuovamente prima della stagione 2011-12, per poi tornare in campo. Negli ultimi anni ha partecipato ad alcune edizioni del Basket Ball Camp dell'Etna.
Nel 2013-14 dei motivi di salute (e le vicissitudini societarie) le hanno impedito di allenarsi con continuità. Con il ritiro di Priolo dall'A1, per Bonfiglio si era parlato di una possibile collaborazione come consulente con il nuovo coach Andrea Bianca in Serie C, ma alla fine ha giocato solo una partita ed è poi passata alla Rainbow Catania nell'ambito di un progetto sulla comunicazione. La squadra arriva fino alle soglie della Serie A2, perdendo la finale contro Brindisi. Nella stagione seguente rimane in rosa, ma non scende in campo in nemmeno una partita.

### In Nazionale
Ha esordito in Nazionale il 6 maggio 1994 nella vittoria per 89-85 contro la Nazionale russa; l'11 giugno 1995 ha segnato 24 punti ancora alla Russia e questo è rimasto il suo massimo score con le azzurre. In totale, ha disputato 89 partite segnando 645 punti. Secondo l'archivio della FIBA, tuttavia, nella partita contro la Russia Bonfiglio segnò solo 22 punti.
Con la Nazionale ha vinto la medaglia d'argento agli Europei del 1995. Con la nazionale Italiana Universitaria ha vinto l'oro in Giappone, a Fukuoka.
Nel maggio 2012 è diventata testimonial dell'accordo tra FIP e FIPIC, con la prospettiva di valutare la partecipazione alle Paralimpiadi di Rio 2016 con la Nazionale italiana di pallacanestro in carrozzina.

## Statistiche

### Presenze e punti nei club
Dati aggiornati al 30 giugno 2012
| Stagione | Squadra               | Competizione    | Partite | Partite | Partite | Statistiche tiro | Statistiche tiro | Statistiche tiro | Altre statistiche | Altre statistiche | Altre statistiche | Altre statistiche | Altre statistiche |
| Stagione | Squadra               | Competizione    | Pres.   | Titol.  | Minuti  | Tiri da 2        | Tiri da 3        | Liberi           | Rimb.             | Assist            | Rubate            | Stopp.            | Punti             |
| --- | --------------------- | --------------- | ------- | ------- | ------- | ---------------- | ---------------- | ---------------- | ----------------- | ----------------- | ----------------- | ----------------- | ----------------- |
| 1990-1991 | Filodoro Catania      | Serie A2        |         |         |         |                  |                  |                  |                   |                   |                   |                   |                   |
| 1991-1992 | Enichem Priolo        | Serie A1        | 30      |         | 352     | 43/99            | 3/14             | 38/51            | 24                | 7                 | 26                |                   | 133               |
| 1992-1993 | Enichem Priolo        | Serie A1        | 29      |         | 854     | 88/204           | 5/19             | 92/111           | 64                | 7                 | 50                |                   | 283               |
| 1993-1994 | Trogylos Priolo       | Serie A1        | 30      |         | 856     | 128/283          | 4/12             | 92/120           | 113               | 2                 | 85                |                   | 360               |
| 1994-1995 | Isab Priolo           | Serie A1        | 26      |         | 793     | 114/265          | 2/11             | 85/97            | 97                | 6                 | 74                |                   | 319               |
| 1995-1996 | Isab Energy Priolo    | Serie A1        | 28      |         | 919     | 166/341          | 1/19             | 158/197          | 91                | 18                | 75                |                   | 493               |
| 1996-1997 | Isab Energy Priolo    | Serie A1        | 22      |         | 564     | 93/180           | 2/10             | 105/130          | 65                | 7                 | 59                |                   | 297               |
| 1997-1998 | Isab Energy Priolo    | Serie A1        | 21      |         | 589     | 90/173           | 4/15             | 109/137          | 74                | 14                | 58                |                   | 301               |
| 1998-1999 | Isab Energy Priolo    | Serie A1        | 22      |         | 665     | 106/215          | 8/22             | 117/137          | 70                | 22                | 58                |                   | 353               |
| 1999-2000 | Isab Energy Priolo    | Serie A1        | 29      |         | 841     | 126/247          | 1/13             | 139/158          | 72                | 21                | 58                |                   | 394               |
| 2000-2001 | Isab Energy Priolo    | Serie A1        | 20      |         | 572     | 122/232          | 7/20             | 88/112           | 63                | 20                | 75                |                   | 353               |
| 2001-2002 | Trogylos Priolo       | Serie A1        | 19      |         | 666     | 119/251          | 0/2              | 95/110           | 96                | 8                 | 55                |                   | 333               |
| 2002 | Phoenix Mercury       | WNBA            | 22      | 6       | 306     | 43/89            | 0/6              | 19/25            | 37                | 23                | 12                | 0                 | 105               |
| 2002-2003 | Acer Priolo           | Serie A1        | 20      |         | 551     | 97/191           | 2/8              | 65/85            | 86                | 21                | 46                |                   | 265               |
| 2003-2004 | Famila Schio          | Serie A1        | 26      | 0       | 303     | 103/207          | 1/9              | 78/97            | 84                | 25                | 62                | 1                 | 303               |
| 2004-2005 | Acer Priolo           | Serie A1        | 31      | 0       | 565     | 90/206           | 3/20             | 83/96            | 98                | 44                | 47                | 0                 | 272               |
| 2005-2006 | Acer Priolo           | Serie A1        | 40      | 5       | 958     | 159/357          | 3/18             | 134/159          | 188               | 59                | 93                | 3                 | 461               |
| 2006-2007 | Trogylos Priolo       | Serie A1        | 21      | 2       | 435     | 81/170           | 2/13             | 79/90            | 75                | 27                | 35                | 0                 | 247               |
| 2007-2008 | Acer Priolo           | Serie A1        | 3       | 0       | 44      | 8/24             | 0/1              | 18/20            | 6                 | 1                 | 2                 | 1                 | 34                |
| 2008-2009 | Acer Erg Priolo       | Serie A1        | 15      | 0       | 127     | 20/42            | 0/2              | 20/24            | 13                | 1                 | 10                | 0                 | 60                |
| 2009-2010 | Erg Power&Gas Priolo  | Serie A1        | 14      | 0       | 116     | 16/49            | 0/2              | 14/17            | 24                | 2                 | 6                 | 0                 | 46                |
| 2010-2011 | Erg Priolo            | Serie A1        | 6       | 1       | 74      | 11/30            | 0/2              | 12/15            | 14                | 2                 | 2                 | 0                 | 34                |
| 2011-2012 | Erg Priolo            | Serie A1        | 15      | 0       | 167     | 17/40            | 0/1              | 12/19            | 21                | 7                 | 10                | 0                 | 46                |
| 2012-2013 | Isab Energy Priolo    | Serie A1        | 15      | 4       | 219     | 37/67            | 0/2              | 18/24            | 34                | 10                | 15                | 1                 | 92                |
| 2013-2014 | Bricocenter Priolo    | Serie A1        | 12      | 9       | 293     | 27/63            | 0/0              | 20/21            | 65                | 11                | 13                | 1                 | 74                |
| '14-feb. '15 | Nuova Trogylos Priolo | Serie C         | 1       |         |         |                  |                  |                  |                   |                   |                   |                   | 18                |
| feb. '15-'15 | Rainbow Catania       | Serie C         | 8       |         |         |                  |                  |                  |                   |                   |                   |                   | 51                |
| 2015-2016 | Rainbow Catania       | Serie C         | 0       |         |         |                  |                  |                  |                   |                   |                   |                   | 0                 |
| Totale carriera | Totale carriera       | Totale carriera | 525     | 27      | 11.829  | 1.904/4.031      | 48/241           | 1.690/2.052      | 1.574             | 365               | 1.026             | 7                 | 5.727             |
| Nota: per la NBA, la WNBA e la NCAA, la colonna "Tiri da 2" comprende la somma dei tiri dal campo (tiri da 2 + tiri da 3). |                       |                 |         |         |         |                  |                  |                  |                   |                   |                   |                   |                   |

### Cronologia presenze e punti in Nazionale
| Cronologia completa delle presenze e dei punti in Nazionale - Italia | Cronologia completa delle presenze e dei punti in Nazionale - Italia | Cronologia completa delle presenze e dei punti in Nazionale - Italia | Cronologia completa delle presenze e dei punti in Nazionale - Italia | Cronologia completa delle presenze e dei punti in Nazionale - Italia | Cronologia completa delle presenze e dei punti in Nazionale - Italia | Cronologia completa delle presenze e dei punti in Nazionale - Italia | Cronologia completa delle presenze e dei punti in Nazionale - Italia |
| Data                                                                 | Città                                                                | In casa                                                              | Risultato                                                            | Ospiti                                                               | Competizione                                                         | Punti                                                                | Note                                                                 |
| -------------------------------------------------------------------- | -------------------------------------------------------------------- | -------------------------------------------------------------------- | -------------------------------------------------------------------- | -------------------------------------------------------------------- | -------------------------------------------------------------------- | -------------------------------------------------------------------- | -------------------------------------------------------------------- |
| 06/05/1994                                                           | Myjava                                                               | Italia                                                               | 89 - 85                                                              | Russia                                                               | Amichevole                                                           | 2                                                                    | [ 7 ]                                                                |
| 07/05/1994                                                           | [[]]                                                                 | Rep. Ceca                                                            | 57 - 59                                                              | Italia                                                               | Amichevole                                                           | 2                                                                    |                                                                      |
| 18/05/1994                                                           | [[]]                                                                 | Croazia                                                              | 58 - 50                                                              | Italia                                                               | Qual. Euro 1995 - Challenge Round                                    | 0                                                                    |                                                                      |
| 19/05/1994                                                           | [[]]                                                                 | Lettonia                                                             | 44 - 63                                                              | Italia                                                               | Qual. Euro 1995 - Challenge Round                                    | 0                                                                    |                                                                      |
| 20/05/1994                                                           | [[]]                                                                 | Ungheria                                                             | 40 - 61                                                              | Italia                                                               | Qual. Euro 1995 - Challenge Round                                    | 0                                                                    |                                                                      |
| 21/05/1994                                                           | [[]]                                                                 | Lituania                                                             | 59 - 66                                                              | Italia                                                               | Qual. Euro 1995 - Challenge Round                                    | 0                                                                    |                                                                      |
| 22/05/1994                                                           | [[]]                                                                 | Finlandia                                                            | 50 - 65                                                              | Italia                                                               | Qual. Euro 1995 - Challenge Round                                    | 10                                                                   |                                                                      |
| 02/06/1994                                                           | [[]]                                                                 | Cina                                                                 | 60 - 65                                                              | Italia                                                               | Mondiali 1994 - Preliminari Gruppo D                                 | 22                                                                   | [ 35 ]                                                               |
| 03/06/1994                                                           | [[]]                                                                 | Italia                                                               | 77 - 65                                                              | Giappone                                                             | Mondiali 1994 - Preliminari Gruppo D                                 | 4                                                                    | [ 35 ]                                                               |
| 04/06/1994                                                           | [[]]                                                                 | Italia                                                               | 51 - 73                                                              | Australia                                                            | Mondiali 1994 - Preliminari Gruppo D                                 | 14                                                                   | [ 35 ]                                                               |
| 07/06/1994                                                           | [[]]                                                                 | Italia                                                               | 84 - 49                                                              | Nuova Zelanda                                                        | Mondiali 1994 - Quarti Gruppo D                                      | 5                                                                    | [ 35 ]                                                               |
| 08/06/1994                                                           | [[]]                                                                 | Taipei cinese                                                        | 74 - 104                                                             | Italia                                                               | Mondiali 1994 - Quarti Gruppo D                                      | 7                                                                    | [ 35 ]                                                               |
| 09/06/1994                                                           | [[]]                                                                 | Francia                                                              | 71 - 70                                                              | Italia                                                               | Mondiali 1994 - Quarti Gruppo D                                      | 8                                                                    | [ 35 ]                                                               |
| 11/06/1994                                                           | [[]]                                                                 | Corea del Sud                                                        | 89 - 78                                                              | Italia                                                               | Mondiali 1994 - Semifinali 9º-12º posto                              | 14                                                                   | [ 35 ]                                                               |
| 12/06/1994                                                           | [[]]                                                                 | Italia                                                               | 90 - 75                                                              | Giappone                                                             | Mondiali 1994 - Finale 11º-12º posto                                 | 12                                                                   | [ 35 ]                                                               |
| 12/11/1994                                                           | [[]]                                                                 | Saint Bonaventure                                                    | 74 - 108                                                             | Italia                                                               | Amichevole                                                           | 10                                                                   |                                                                      |
| 14/11/1994                                                           | [[]]                                                                 | Robert Morris University                                             | 39 - 82                                                              | Italia                                                               | Amichevole                                                           | 12                                                                   |                                                                      |
| 15/11/1994                                                           | [[]]                                                                 | Un. West Virginia                                                    | 59 - 101                                                             | Italia                                                               | Amichevole                                                           | 6                                                                    |                                                                      |
| 16/11/1994                                                           | [[]]                                                                 | Duquesne University                                                  | 46 - 71                                                              | Italia                                                               | Amichevole                                                           | 6                                                                    |                                                                      |
| 18/11/1994                                                           | [[]]                                                                 | Un. Massachusetts                                                    | 53 - 86                                                              | Italia                                                               | Amichevole                                                           | 10                                                                   |                                                                      |
| 19/11/1994                                                           | [[]]                                                                 | Un. Rhode Island                                                     | 51 - 100                                                             | Italia                                                               | Amichevole                                                           | 15                                                                   |                                                                      |
| 20/11/1994                                                           | [[]]                                                                 | Saint Joseph's                                                       | 48 - 68                                                              | Italia                                                               | Amichevole                                                           | 4                                                                    |                                                                      |
| 08/06/1995                                                           | Brno                                                                 | Italia                                                               | 60 - 55                                                              | Lituania                                                             | EuroBasket 1995 - Preliminari Gruppo A                               | 21                                                                   | [ 36 ]                                                               |
| 09/06/1995                                                           | Brno                                                                 | Italia                                                               | 63 - 46                                                              | Jugoslavia                                                           | EuroBasket 1995 - Preliminari Gruppo A                               | 2                                                                    | [ 36 ]                                                               |
| 11/06/1995                                                           | Brno                                                                 | Italia                                                               | 59 - 57                                                              | Russia                                                               | EuroBasket 1995 - Preliminari Gruppo A                               | 22                                                                   | [ 36 ]                                                               |
| 12/06/1995                                                           | Brno                                                                 | Italia                                                               | 64 - 61                                                              | Francia                                                              | EuroBasket 1995 - Preliminari Gruppo A                               | 10                                                                   | [ 36 ]                                                               |
| 13/06/1995                                                           | Brno                                                                 | Italia                                                               | 65 - 56                                                              | Germania                                                             | EuroBasket 1995 - Preliminari Gruppo A                               | 15                                                                   | [ 36 ]                                                               |
| 14/06/1995                                                           | Brno                                                                 | Italia                                                               | 63 - 54                                                              | Rep. Ceca                                                            | EuroBasket 1995 - Preliminari Gruppo A                               | 6                                                                    | [ 36 ]                                                               |
| 16/06/1995                                                           | Brno                                                                 | Italia                                                               | 74 - 43                                                              | Moldavia                                                             | EuroBasket 1995 - Quarti di finale                                   | 5                                                                    | [ 36 ]                                                               |
| 17/06/1995                                                           | Brno                                                                 | Italia                                                               | 65 - 46                                                              | Slovacchia                                                           | EuroBasket 1995 - Semifinale                                         | 4                                                                    | [ 36 ]                                                               |
| 18/06/1995                                                           | Brno                                                                 | Ucraina                                                              | 77 - 66                                                              | Italia                                                               | EuroBasket 1995 - Finale                                             | 2                                                                    | [ 36 ]                                                               |
| 21/07/1996                                                           | Atlanta                                                              | Italia                                                               | 62 - 53                                                              | Cina                                                                 | Olimpiadi 1996 - Preliminari Gruppo A                                | 6                                                                    | [ 37 ]                                                               |
| 23/07/1996                                                           | Atlanta                                                              | Italia                                                               | 59 - 54                                                              | Canada                                                               | Olimpiadi 1996 - Preliminari Gruppo A                                | 4                                                                    | [ 37 ]                                                               |
| 25/07/1996                                                           | Atlanta                                                              | Russia                                                               | 75 - 79                                                              | Italia                                                               | Olimpiadi 1996 - Preliminari Gruppo A                                | 1                                                                    | [ 37 ]                                                               |
| 27/07/1996                                                           | Atlanta                                                              | Italia                                                               | 66 - 52                                                              | Giappone                                                             | Olimpiadi 1996 - Preliminari Gruppo A                                | 4                                                                    | [ 37 ]                                                               |
| 29/07/1996                                                           | Atlanta                                                              | Brasile                                                              | 75 - 73                                                              | Italia                                                               | Olimpiadi 1996 - Preliminari Gruppo A                                | 15                                                                   | [ 37 ]                                                               |
| 31/07/1996                                                           | Atlanta                                                              | Ucraina                                                              | 59 - 50                                                              | Italia                                                               | Olimpiadi 1996 - Quarti di finale                                    | 8                                                                    | [ 37 ]                                                               |
| 01/08/1996                                                           | Atlanta                                                              | Cuba                                                                 | 78 - 70                                                              | Italia                                                               | Olimpiadi 1996 - Classificazione 5º-8º posto                         | 4                                                                    | [ 37 ]                                                               |
| 03/08/1996                                                           | Atlanta                                                              | Giappone                                                             | 81 - 69                                                              | Italia                                                               | Olimpiadi 1996 - Finale 7º-8º posto                                  | 2                                                                    | [ 37 ]                                                               |
| 06/06/1997                                                           | [[]]                                                                 | Italia                                                               | 70 - 69                                                              | Ungheria                                                             | EuroBasket 1997                                                      | 8                                                                    | [ 38 ]                                                               |
| 07/06/1997                                                           | [[]]                                                                 | Slovacchia                                                           | 81 - 55                                                              | Italia                                                               | EuroBasket 1997                                                      | 4                                                                    | [ 38 ]                                                               |
| 10/06/1997                                                           | [[]]                                                                 | Bosnia ed Erzegovina                                                 | 97 - 79                                                              | Italia                                                               | EuroBasket 1997                                                      | 0                                                                    | [ 38 ]                                                               |
| 13/06/1997                                                           | [[]]                                                                 | Ucraina                                                              | 75 - 73                                                              | Italia                                                               | EuroBasket 1997                                                      | 8                                                                    | [ 38 ]                                                               |
| 14/06/1997                                                           | [[]]                                                                 | Italia                                                               | 71 - 64                                                              | Bosnia ed Erzegovina                                                 | EuroBasket 1997                                                      | 8                                                                    | [ 38 ]                                                               |
| 13/05/1998                                                           | Daruvar                                                              | Italia                                                               | 69 - 48                                                              | Grecia                                                               | Qual. Euro 1999 - Challenge Round                                    | 10                                                                   | [ 39 ]                                                               |
| 14/05/1998                                                           | Daruvar                                                              | Italia                                                               | 61 - 54                                                              | Spagna                                                               | Qual. Euro 1999 - Challenge Round                                    | 8                                                                    | [ 39 ]                                                               |
| 15/05/1998                                                           | Daruvar                                                              | Italia                                                               | 75 - 60                                                              | Moldavia                                                             | Qual. Euro 1999 - Challenge Round                                    | 7                                                                    | [ 39 ]                                                               |
| 16/05/1998                                                           | Daruvar                                                              | Croazia                                                              | 70 - 65                                                              | Italia                                                               | Qual. Euro 1999 - Challenge Round                                    | 5                                                                    | [ 39 ]                                                               |
| 17/05/1998                                                           | Daruvar                                                              | Lettonia                                                             | 58 - 50                                                              | Italia                                                               | Qual. Euro 1999 - Challenge Round                                    | 2                                                                    | [ 39 ]                                                               |
| 22/11/2000                                                           | Parma                                                                | Italia                                                               | 78 - 65                                                              | Ungheria                                                             | Qual. Euro 2001 - Semifinal Round                                    | 13                                                                   | [ 40 ]                                                               |
| 16/05/2001                                                           | Limerick                                                             | Italia                                                               | 71 - 46                                                              | Portogallo                                                           | Qual. Euro 2003 - Gruppo C                                           | 4                                                                    | [ 41 ]                                                               |
| 17/05/2001                                                           | Limerick                                                             | Italia                                                               | 97 - 49                                                              | Irlanda                                                              | Qual. Euro 2003 - Gruppo C                                           | 4                                                                    | [ 41 ]                                                               |
| 18/05/2001                                                           | Limerick                                                             | Italia                                                               | 79 - 59                                                              | Belgio                                                               | Qual. Euro 2003 - Gruppo C                                           | 0                                                                    | [ 41 ]                                                               |
| 20/05/2001                                                           | Limerick                                                             | Italia                                                               | 82 - 50                                                              | Inghilterra                                                          | Qual. Euro 2003 - Gruppo C                                           | 5                                                                    | [ 41 ]                                                               |
| 21/11/2001                                                           | Schio                                                                | Italia                                                               | 66 - 82                                                              | Lituania                                                             | Qual. Euro 2003 - Semifinal Round                                    | 22                                                                   | [ 42 ]                                                               |
| 24/11/2001                                                           | Namur                                                                | Belgio                                                               | 84 - 78                                                              | Italia                                                               | Qual. Euro 2003 - Semifinal Round                                    | 9                                                                    | [ 42 ]                                                               |
| 28/11/2001                                                           | Brno                                                                 | Rep. Ceca                                                            | 94 - 54                                                              | Italia                                                               | Qual. Euro 2003 - Semifinal Round                                    | 6                                                                    | [ 42 ]                                                               |
| Totale                                                               |                                                                      | Presenze                                                             | 89                                                                   |                                                                      | Punti                                                                | 645                                                                  |                                                                      |

## Palmarès
- Campionato italiano: 1
Trogylos Priolo: 1999-2000
- Coppa Italia: 1
Pall. Femm. Schio: 2004